# Randfontein
Randfontein este un oraș în partea de NE a Africii de Sud, în Provincia Gauteng. Este reședința municipalității districtuale West Rand. Oraș minier (exploatare de aur în carieră).